# العلاقات المغربية البوروندية
العلاقات المغربية البوروندية هي العلاقات الثنائية التي تجمع بين المغرب وبوروندي.

### دعم جمهورية بوروندي لمبادرة الحكم الذاتي
أكد السفير ألبرت شينجيرو، وزير الشؤون الخارجية والتعاون الإنمائي بجمهورية بوروندي، يوم الخميس الموافق ل 10 أكتوبر 2024 بالرباط، خلال لقاء جمعه بوزير الشؤون الخارجية والتعاون الإفريقي والمغاربة المقيمين بالخارج، ناصر بوريطة، على الموقف الثابت لجمهورية بوروندي لفائدة الوحدة الترابية للمغرب وسيادته على كافة ترابه، بما في ذلك منطقة الصحراء، كما جدد التأكيد على دعم بلاده لمخطط الحكم الذاتي الذي قدمه المغرب، باعتباره الحل الوحيد الموثوق به والواقعي من أجل تسوية هذا النزاع الإقليمي.
و تجدر الإشارة في هذا الصدد، إلى أنه قد سبق لجمهورية بوروندي أن افتتحت، بتاريخ 28 فبراير 2020، قنصلية عامة لها بمدينة العيون المغربية.
- 12 ماي 2025، جددت جمهورية بوروندي، تأكيد دعمها للوحدة الترابية للمغرب ولسيادة المملكة على صحرائها. وجرى التعبير عن هذا الموقف من قبل الوزير البوروندي للشؤون الخارجية، ألبرت شينجيرو، [11] [12] [13] في بيان مشترك وُقع بمناسبة انعقاد الدورة الأولى للجنة التعاون المشتركة بين المملكة المغربية وجمهورية بوروندي بالرباط، التي ترأسها بشكل مشترك مع وزير الشؤون الخارجية والتعاون الإفريقي والمغاربة المقيمين بالخارج، ناصر بوريطة. [11] [12] [13]

## مقارنة بين البلدين
هذه مقارنة عامة ومرجعية للدولتين:
| وجه المقارنة                                              | المغرب                                 | بوروندي                                    |
| --------------------------------------------------------- | -------------------------------------- | ------------------------------------------ |
| المساحة (كم2)                                             | 710.85 ألف                             | 27.83 ألف                                  |
| عدد السكان (نسمة)                                         | 36.07 مليون                            | 10.86 مليون                                |
| الكثافة السكانية (ن./كم²)                                 | 50.74                                  | 390.23                                     |
| العاصمة                                                   | الرباط                                 | بوجومبورا، جيتيغا                          |
| اللغة الرسمية                                             | اللغة العربية، أمازيغية معيارية مغربية | اللغة الكيروندية، لغة فرنسية، لغة إنجليزية |
| العملة                                                    | درهم مغربي                             | فرنك بوروندي                               |
| الناتج المحلي الإجمالي (بليون دولار)                      | 109.14 مليار                           | 3.48 مليار                                 |
| الناتج المحلي الإجمالي (تعادل القوة الشرائية) بليون دولار | 274.06 مليار                           | 8.13 مليار                                 |
| الناتج المحلي الإجمالي الاسمي للفرد دولار أمريكي          | 2.88 ألف                               | 277                                        |
| الناتج المحلي الإجمالي للفرد دولار أمريكي                 | 7.49 ألف                               | 77                                         |
| مؤشر التنمية البشرية                                      | 0.628                                  | 0.400                                      |
| رمز المكالمات الدولي                                      | +212                                   | +257                                       |
| رمز الإنترنت                                              | .ma                                    | .bi                                        |
| المنطقة الزمنية                                           | ت ع م+01:00                            | ت ع م+02:00                                |

## منظمات دولية مشتركة
يشترك البلدان في عضوية مجموعة من المنظمات الدولية، منها:
| علم المنظمة | اسم المنظمة                               | تاريخ انضمام المغرب | تاريخ انضمام بوروندي |
| ----------- | ----------------------------------------- | ------------------- | -------------------- |
|             | مؤسسة التنمية الدولية                     | 29 ديسمبر 1960      | 28 سبتمبر 1963       |
|             | يونسكو                                    | 7 نوفمبر 1956       | 16 نوفمبر 1962       |
|             | وكالة ضمان الاستثمار متعدد الأطراف        | 17 سبتمبر 1992      | 10 مارس 1998         |
|             | الأمم المتحدة                             | 12 نوفمبر 1956      | 18 سبتمبر 1962       |
|             | الاتحاد البريدي العالمي                   | ?                   | ?                    |
|             | البنك الدولي للإنشاء والتعمير             | 25 أبريل 1958       | 28 سبتمبر 1963       |
|             | الاتحاد الدولي للاتصالات                  | 1 نوفمبر 1956       | 16 فبراير 1963       |
|             | منظمة حظر الأسلحة الكيميائية              | ?                   | ?                    |
|             | مؤسسة التمويل الدولية                     | 30 أغسطس 1962       | 28 نوفمبر 1979       |
|             | المركز الدولي لتسوية المنازعات الاستشارية | 10 يونيو 1967       | 5 ديسمبر 1969        |
|             | منظمة التجارة العالمية                    | 1995                | 23 يوليو 1995        |
|             | منظمة الشرطة الجنائية الدولية             | ?                   | ?                    |
|             | الاتحاد الأفريقي                          | ?                   | 25 مايو 1963         |
|             | البنك الإفريقي للتنمية                    | ?                   | ?                    |

## وصلات خارجية
- موقع وزارة الخارجية المغربية